# Phyllodactylus reissii
Espèce
Synonymes
- Phyllodactylus baessleri Werner, 1901
- Phyllodactylus guayaquilensis Werner, 1910
- Phyllodactylus abrupteseriatus Werner, 1913
- Phyllodactylus magister Noble, 1924

Statut de conservation UICN

 LC  : Préoccupation mineure
Phyllodactylus reissii est une espèce de geckos de la famille des Phyllodactylidae.

## Répartition
Cette espèce se rencontre jusqu'à 2 000 m d'altitude :
- en Équateur ;
- au Pérou dans les régions de Piura et de Cajamarca.

Elle a été introduite dans les îles Galápagos.

## Étymologie
Cette espèce est nommée en l'honneur de Carl Reiss.

## Publication originale
- Peters, 1862 : Über einen neuen Phyllodactylus aus Guayaquil. Monatsberichte der Königlichen Akademie der Wissenschaften zu Berlin, vol. 1862, p. 626–627 (texte intégral).